# Comandolera
Comandolera és una partida rural constituïda en part per camps de conreu de secà del terme municipal de Conca de Dalt, a l'antic terme de Toralla i Serradell, al Pallars Jussà, en territori del poble de Torallola.
Està situada a migdia de Torallola, a la dreta del barranc de Santa Cecília, a llevant de l'Alzinar de Durro, a ponent de Cantamoixons, al nord de los Planells i al sud-est de lo Pla. Queda al sud-oest de l'ermita de Santa Cecília.